# Digénis Akritas
Le Digénis Akritas (en grec Διγενής Ἀκρίτας) est un poème épique qui émergea sans doute au début du XIIe siècle dans l'Empire byzantin. Le poème présente le parcours d'un héros aux confins orientaux de l'Empire, à la frontière du monde arabe, sur les rivages de l'Euphrate. Digénis, présenté comme un homme à la stature imposante, serait issu d'une noble byzantine et d'un émir de Syrie. Il lutte contre des animaux, des créatures fantastiques, des amazones, etc. Son nom est lié aux akrites et aux chants akritiques (el).

## Tradition manuscrite et date du poème
Le contenu, la forme et la langue du poème, qui est en grec vulgaire (ou démotique), suggèrent qu'il a été mis par écrit sous le règne d'Alexis Ier Comnène, sans doute dans les premières décennies du XIIe siècle. Cependant, l'action décrite prétend se dérouler bien plus tôt (peut-être au Xe siècle) : par exemple, les ennemis des Byzantins sur les frontières orientales ne sont pas les Turcs, comme c'est le cas depuis les années 1050, mais les Arabes, contre lesquels Byzance a lutté pendant des siècles. D'ailleurs, le poème écrit que nous possédons réunit peut-être des chants antérieurs, dits « acritiques », dont l'antériorité est discutée, et datant peut-être du début du XIe siècle.
On en a conservé six manuscrits répartis en trois recensions plus ou moins « populaires » ou « savantes », et qui représentent toutes des remaniements importants du texte original, aujourd'hui perdu. La langue est toujours le grec démotique, mais avec des incursions plus ou moins poussées de la langue savante. La version sans doute la plus ancienne (version E, ou de l’Escorial) comprend un peu moins de deux mille vers. La version la plus « savante » (version G, celle de Grottaferrata), en comprend plus de trois mille. La détermination de la version la plus ancienne a provoqué une polémique entre spécialistes, certains argumentant que la version G était une réécriture savante d'une épopée populaire, d'autres soutenant à l'inverse que la version E était une réécriture populaire d'un original au style archaïsant. Les quatre autres manuscrits appartiennent à une même recension, plus tardive, dite version Z. Des traductions slaves (en Russie), turques, arméniennes, sont connues au moins partiellement.

## Contexte et modèles
Les incursions arabes (fréquentes dans le monde byzantin entre le VIIe siècle et le Xe siècle, sont le contexte de la première partie de l'histoire. L'histoire familiale du héros semble en effet se dérouler dans un climat de conflit. La réconciliation des deux peuples à travers le mariage des personnages principaux et le triomphe du christianisme sur l'islam sont achevés par la conversion de l'émir et l'intégration de son peuple dans la société byzantine. Le reste de l'histoire se déroule sur un arrière-plan moins marqué par le conflit religieux et plus typique de la vie quotidienne sur les frontières d'un Empire désormais plus sécurisé.
L'original (aujourd'hui perdu) était sans doute dans une langue assez populaire et n'a donc pas nécessairement été élaboré dans les milieux de la cour ou de la capitale, car le poème représente tout à fait l'idéologie et les préoccupations de l'aristocratie orientale des frontières. Mais ce n'est pas non plus un texte entièrement populaire ou épique, car il comprend des aspects tout à fait typique du roman savant (roman d'amour tardo-antique, qui revient à la mode à l'époque des Comnènes). Le poème a donc été composé pour l'aristocratie byzantine, avec un mélange de traits populaires et savants, dans un cadre épique mais reprenant des éléments propres aux milieux cultivés.

## Récit

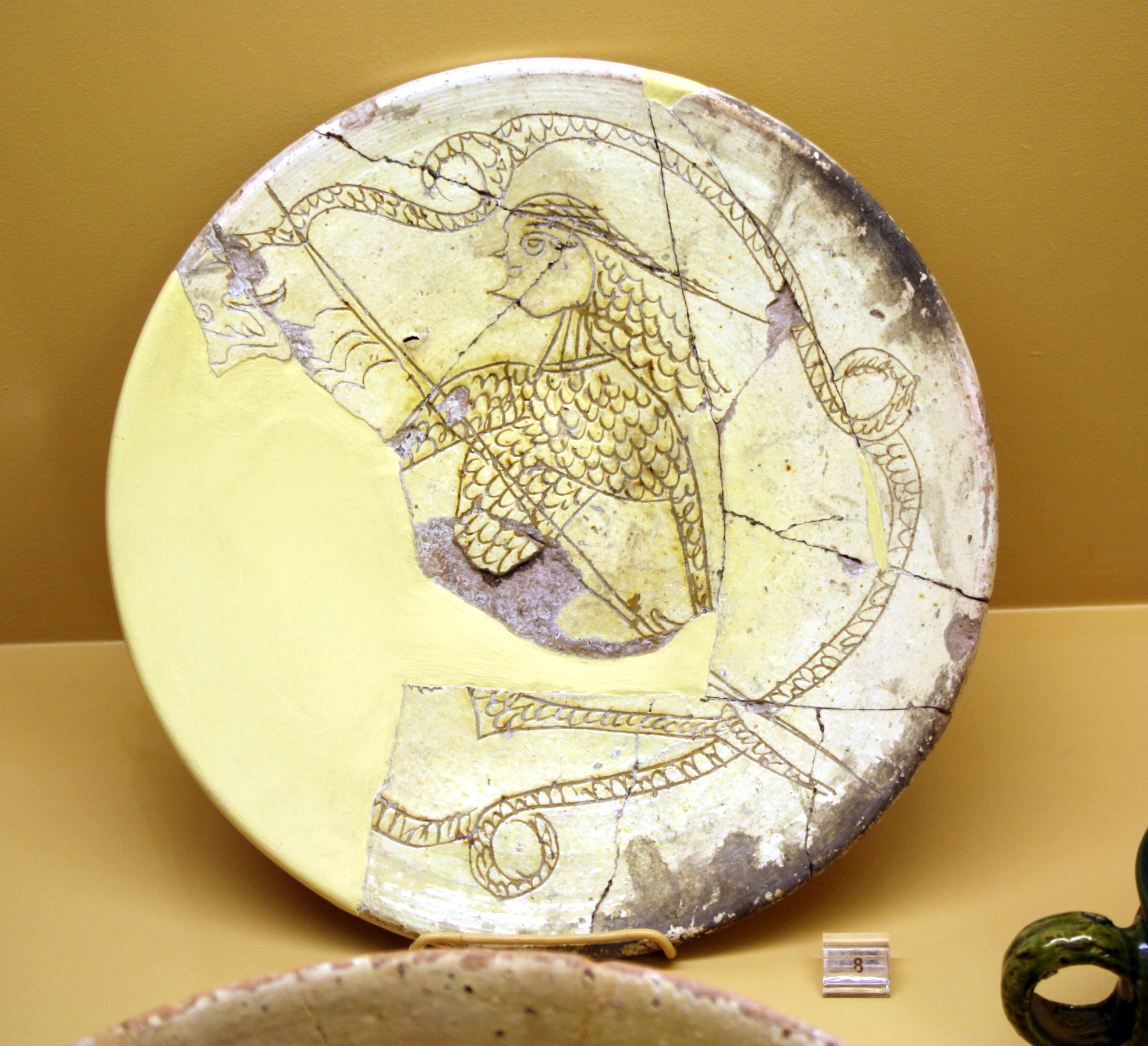
Basil Akritas, personnage principal du Digenis Akritas, et le dragon. Assiette byzantine du XIIe siècle. Musée de l'Agora antique d'Athènes.

Le poème se divise en deux parties principales. 
La première partie raconte le mariage des parents du héros, qui sont un émir musulman converti au christianisme et une noble demoiselle rattachée d'une manière ou d'une autre (les versions varient) à la maison des Doukas, qu'il a enlevée à sa famille lors d'une expédition de pillage. Vaincu par les frères de la belle, l'émir se convertit par amour pour sa captive et transplante toute sa parenté en pays byzantin. Le héros, dont le prénom est Basile, est donc issu de deux races différentes (il est digénis). Selon certains historiens, le grand-père musulman de Digénis serait modelé sur le personnage historique Chrysocheir, le dernier chef des pauliciens.

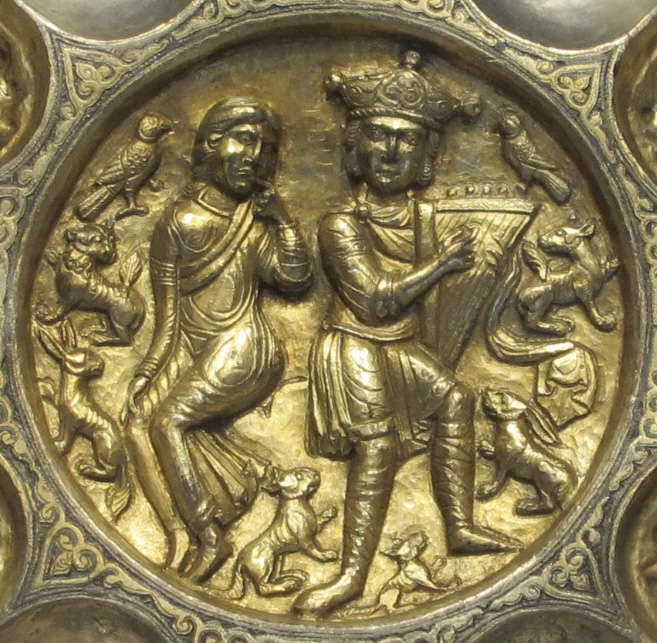
1150–1159, Royaume arménien de Cilicie. Digène Akritas joue du rotte (psaltérion triangulaire) pour son épouse Eudocie.

La seconde partie (la plus longue, bien plus romancée) raconte les aventures du héros. À son tour il enlève (cette fois-ci par un rapt romantique) la fille d'un stratège et mène une vie de libre apélatès (brigand), multipliant les aventures guerrières et amoureuses. L'ensemble est censé se dérouler sur les frontières (akrai : le héros est un akrite) orientales de l'empire, que le héros libère des monstres (dragon, lion, etc.) et des malfaiteurs (chrétiens ou non) qui infestent la région. Le sommet du récit, dans la version G, est la rencontre entre Digénis et l'empereur Basile (il s'agit de Basile II, devenu une figure de légende), à qui il donne des conseils de bon gouvernement : « aimer l'obéissance, avoir pitié des pauvres, délivrer les opprimés de l'injustice qui les accable, pardonner les fautes involontaires, ne pas prêter l'oreille aux calomnies, refuser l'injustice, chasser les hérétiques, favoriser les orthodoxes ». L'empereur lui donne alors par chrysobulle une pleine et entière autorité sur les frontières, et Digénis s'installe avec son épouse dans un splendide palais sur l'Euphrate. Le héros meurt d'avoir bu trop froid, comme Alexandre le Grand dans le Roman d'Alexandre : son épouse aimante meurt en même temps que lui.